# パリス・シスターズ
パリス・シスターズ（The Paris Sisters）は、1960年代にサンフランシスコで活躍したアメリカのガール・グループで、音楽プロデューサーのフィル・スペクターとの活動で最もよく知られている。

## 略歴
このグループは、リード・シンガーのプリシラ・パリス（1945年1月4日 - 2004年3月5日）、彼女の姉のアルベス・キャロル・パリス、そして次女のシェレル・パリスという三姉妹で構成されていた。1961年10月、ヒット・シングル「貴方っていい感じ (I Love How You Love Me)」で成功のピークを迎え、Billboard Hot 100チャートで最高5位を記録し、100万枚以上を売り上げた。このグループの他のヒット曲には、アメリカでのトップ40シングル「He Knows I Love Him Too Much」（1962年3月、34位）、「All Through The Night」（1961年）、「Be My Boy」（56位）、「Let Me Be The One」（87位）、「Dream Lover」（91位）などがある。
パリス・シスターズは、リチャード・レスター監督による1962年のイギリスのロック映画『聖者が街にやってくる (It's Trad, Dad!)』（アメリカでは『Ring-a-Ding Rhythm』として公開）に出演した。映画の中で、彼女たちはスペクターがプロデュースした曲「What Am I to Do?」を歌っている。また、1960年代初頭に、パリス・シスターズはダイエット・ライト・ソーダのジングルを歌った。
シェレル・パリスは後にクイズ番組『ザ・プライス・イズ・ライト』の制作アシスタントを務め、司会者ボブ・バーカーの個人秘書を務めたが、2000年に解雇された。
プリシラ・パリスは、2004年3月5日、フランスのペイ・ド・ラ・ロワールの自宅で転倒して負傷し、死去した。59歳没。
アルベス・パリスは、2014年12月5日、カリフォルニア州パームスプリングスで亡くなった。79歳没。

## ディスコグラフィ

### スタジオ・アルバム
- Sing From the Glass House (1966年、Unifilms)
- Golden Hits of The Paris Sisters (1967年、Sidewalk)
- 『シング・エヴリシング・アンダー・ザ・サン!!!』 - Sing Everything Under The Sun!!! (1967年、Reprise)

### コンピレーション・アルバム
- The Best of The Paris Sisters (2004年、Curb)
- 『コンプリート・フィル・スペクター・セッションズ』 - The Complete Phil Spector Sessions (2006年、Varèse Sarabande)
- 『オールウェイズ・ヘヴンリー～パリス・シスターズ・アンソロジー』 - Always Heavenly (2016年、Ace)
- 『ゴー! ゴー! レディオ・デイズ・プレゼンツ・パリス・シスターズ』 - Go! Go! Radio Days Presents The Paris Sisters (2020年、Oldays)

### シングル
- "Ooh La La" (1954年)
- "Huckleberry Pie" (1955年)
- "The "Know-How"" (1955年)
- "Lover Boy" (1955年)
- "I Love You Dear (Year-Round Love)" (1956年)
- "Daughter, Daughter!" (1956年)
- "(Don't Stop, Don't Stop) Tell Me More" (1957年)
- "Someday" (1958年)
- "Don't Tell Anybody" (1958年)
- "Be My Boy" (1961年)
- 「貴方っていい感じ」 - "I Love How You Love Me" (1961年)
- "He Knows I Love Him Too Much" (1962年)
- "Let Me Be the One"[12] (1962年)
- "Yes - I Love You" (1962年)
- "Dream Lover" (1964年)
- "When I Fall in Love" (1964年)
- "Why Do I Take It From You" (1965年)
- "Sincerely" (1966年)
- "I'm Me" (1966年)
- "My Good Friend" (1966年)
- "Some of Your Lovin'" (1967年)
- "Greener Days" (1968年)
- "The Ugliest Girl in Town" (1968年)